# Klaus Helfrich (Altamerikanist)
Klaus Helfrich (* 27. Februar 1941 in Köln; † 28. Februar 2017) war ein deutscher Altamerikanist und Museumsleiter. Er war von 1985 bis 2001 Direktor des Museums für Völkerkunde Berlin (seit 2000 Ethnologisches Museum).

## Leben
Helferich studierte Ethnologie, Vor- und Frühgeschichte, Altamerikanistik und Hispanistik in Bonn, Madrid und zuletzt an der Freien Universität Berlin, wo er mit dem Thema Menschenopfer und Tötungsrituale im Kult der Maya im Jahr 1971 promovierte. Anschließend war Helfrich ab 1972 als Wissenschaftler für das West-Berliner Museum für Völkerkunde in Dahlem tätig. 
Als Nachfolger von Kurt Krieger wurde er 1985 der Direktor dieses Museums, das er bis 2001 leitete. Helfrich unternahm verschiedene Forschungsreisen und richtete 1995 die erste Asmat-Ausstellung in Deutschland aus. Er organisierte auch die Amerika-Ausstellung Neue Welten – Neue Wirklichkeiten, Amerika 1492–1992 im Martin-Gropius-Bau anlässlich des 500-jährigen Jubiläums der Entdeckung Amerikas durch Christoph Kolumbus. Zu seinen Aufgaben als Direktor gehörte auch die Strukturreform des Museums. In sein letztes Amtsjahr 2000 fällt die programmatische Umbenennung des bisherigen Völkerkundemuseums Berlin in Ethnologisches Museum. Seine Nachfolgerin in der Museumsleitung wurde ab 2001 Viola König.
Nach seiner Zeit als Museumsdirektor beschäftigte er sich mit der Geschichte der spanischen Seefahrer in der Pazifikregion. Hierzu forschte er in Madrider Archiven.
Ende Februar 2017 verstarb Helfrich im Alter von 76 Jahren.

## Herausgeber
Bis zu seinem Ruhestand war Helfrich Mitherausgeber der ethnologischen Fachzeitschrift „Baessler-Archiv. Beiträge zur Völkerkunde“.

## Werke (Auswahl)
- Menschenopfer und Tötungsrituale im Kult der Maya. Mann, Berlin 1973, ISBN 978-3-7861-3013-0.
- Malanggan. Museum f. Völkerkunde, Berlin, DNB 540345261.
- ASMAT. Mythos und Kunst im Leben mit den Ahnen. Ausstellungskatalog, Museum für Völkerkunde 1995, ISBN 978-3-88609-381-6.